# Долњи Ајдовец
Долњи Ајдовец (словен. Dolnji Ajdovec) је насељено место у општини Жужемберк, регија Југоисточна Словенија, Словенија.

## Историја
До територијалне реорганизације у Словенији био је у саставу старе општине Ново Место.

## Становништво
У попису становништва из 2011. године, Долњи Ајдовец је имао 64 становника.
| Број становника према пописима | Број становника према пописима | Број становника према пописима |
| ------------------------------ | ------------------------------ | ------------------------------ |
| 1991                           | 2002                           | 2011                           |
| 70                             | 63                             | 64                             |

Напомена: Године 1953. увећано за насеље Плано које је укинуто.